# Kruczek (uroczysko)
Kruczek – leśne uroczysko z kapliczką św. Antoniego znajdujące się w Lasach janowskich. 
Miejsce to ma religijno-patriotyczny charakter i stanowi jedno z lokalnych miejsc pamięci narodowej.
Znajduje się tutaj między innymi drewniana kapliczka z około 1945 roku z obrazem św. Antoniego i gipsową figurką tego świętego. Obok kapliczki znajduje się ołtarz polowy, ambona i ławki, a także droga krzyżowa. Rzeźbione stacje drogi krzyżowej nawiązują do martyrologii narodu polskiego w okresie II wojny światowej. 
Kilkaset metrów przed Kruczkiem na drzewach znajduje się kilkadziesiąt małych drewnianych kapliczek z nazwami najważniejszych bitew z okresu II wojny światowej.
Według legendy w Kruczku odpoczywał św. Antoni w drodze między Leżajskiem a Radecznicą. Spod kamienia, na którym odpoczywał wytrysnęło źródełko. Pochodzącej z niego wodzie przypisuje się lecznicze właściwości, ma ona przyśpieszać gojenie ran.